# Réserve de biosphère de Vidzeme septentrionale

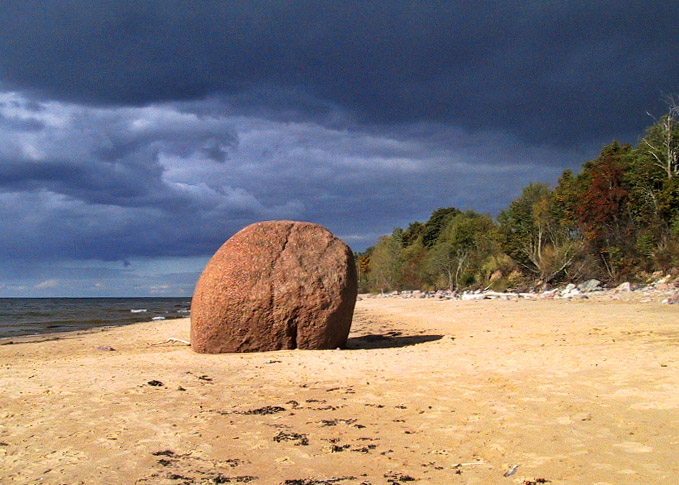
Pierre de Lauci sur une plage de Vidzeme, Réserve de biosphère de Vidzeme septentrionale

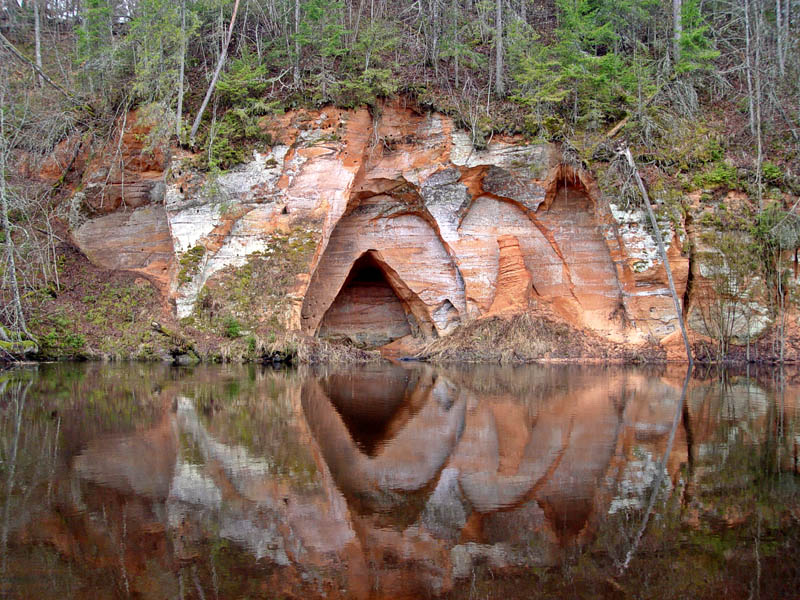
Grotte des anges (Eņģeļu ala) sur la rivière Salaca, Réserve de biosphère de Vidzeme septentrionale

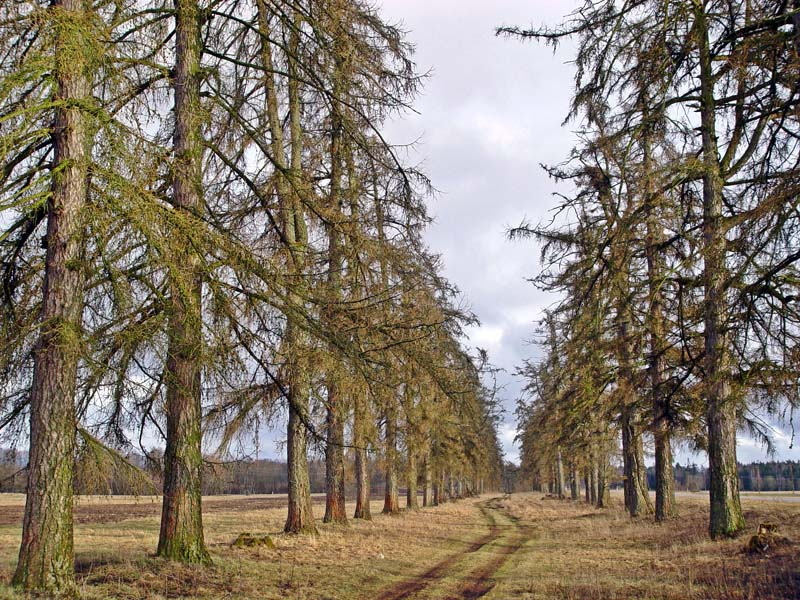
Drève historique en mélèze près du village de Matisi, réserve de biosphère de Vidzeme septentrionale

La réserve de biosphère de Vidzeme septentrionale (en letton : Ziemeļvidzemes biosfēras rezervāts) est la seule réserve de biosphère de Lettonie, située dans la partie nord de la Vidzeme, le long de la frontière avec l'Estonie,,,. 
La réserve comprend une multitude d'habitats naturels et semi-naturels variés. Il englobe de vastes zones de paysages primaires et traditionnels. La zone comprend 25 réserves naturelles, un parc naturel et deux aires marines protégées,. Plus de la moitié de la zone terrestre de la réserve est couverte de forêts et de marécages. 
La réserve de biosphère est une attraction touristique en raison de sa valeur environnementale et  de la rivière Salaca, qui commence son long voyage de 95 km depuis le pittoresque lac Burtnieks et se jette dans la mer Baltique . 

## Tourisme
Du point de vue touristique, les principaux points d'intérêt de la réserve de biosphère de Vidzeme septentrionale sont : 
- La rivière Salaca - avec son débit rapide, plusieurs falaises et grottes de grès rouge, adapté pour des excursions en bateau de plusieurs jours. Mazsalaca est une destination populaire et sert souvent de point de départ aux excursions. Les grottes naturelles les plus longues de Lettonie, les grottes Dauģēni de plus de 300 m de long se trouvent le long de la Salaca[9].
- Les Plages de Vidzeme.
- Lac Burtnieks - le quatrième plus grand lac de Lettonie s'étendant sur 13,5 km de long. Profondeur moyenne - 2,9 m, profondeur maximale - 4,1 m, largeur - 5,5 km. 23 rivières de plus en plus petites se jettent dans le lac. Plus de 20 espèces différentes de poissons habitent le lac. Le lac est populaire pour les ornithologues amateurs et les pêcheurs.
- Marais et région de Seda - endroit idéal pour les amoureux de la nature et l'occasion de découvrir le patrimoine soviétique dans la ville de Seda. La lande de Seda est néanmoins l'un des territoires NATURA 2000 les plus importants de Lettonie, avec une grande diversité de paysages, de biotopes et de biologie - les oiseaux en particulier. C'est un bon endroit pour observer les oiseaux pendant la migration et des tours d'observation sont installées sur le bord du marais[10].
- Rūjiena - En Lettonie, Rūjiena est connue pour sa délicieuse crème glacée aux multiples saveurs. Rūjiena, ville d'art. Plusieurs artistes de renommée nationale et internationale sont nés à Rūjiena. La ville possède plusieurs ateliers d'artistes, une école d'art et la ville est décorée de nombreuses œuvres d'art.

## Histoire
En 1990, le gouvernement letton a créé le complexe régional de conservation de la nature de Vidzeme septentrionale aux limites de l'actuelle réserve de biosphère. Une administration a été créée avec pour siège Salacgrīva et a commencé à planifier activement la création de la première réserve de biosphère du pays. Le projet était ambitieux car la nouvelle aire protégée naturelle englobait environ 6% de la superficie totale de la Lettonie, comprenant plusieurs villes, des sites industriels et des infrastructures. 
La Réserve de biosphère de Vidzeme septentrionale a été officiellement créée le 11 décembre 1997 et depuis 1997, elle a été internationalement reconnue dans le cadre du programme de l’UNESCO sur l’homme et la biosphère. Il fait partie du Réseau mondial des réserves de biosphère. 
Au départ, l'administration centrale était située dans la ville balnéaire de Salacgrīva, dans un bâtiment historique rénové. Depuis 2009, l'administration de la Réserve de biosphère fait partie de l'Agence de conservation de la nature de Lettonie.  

## Statistiques
- Population : 49591 habitants en 2017
- Coordonnées : 57 ° 20 'à 58 ° 10' N; 24 ° 20 'à 26 ° 00' E
- Surface totale : 4 576   km² (environ 6% de la Lettonie), dont: 
  - Sanctuaires : 184,4   km²
  - Zones de protection du paysage : 1 600   km²
  - Zones neutres : 1 625,6   km²
  - Littoral marin jusqu'à 10 m de profondeur: 1 160   km²
- Altitude : 0-127 m
- Principaux écosystèmes : forêts de conifères tempérées et mixtes. Sont représentés tous les types de forêts de Lettonie, les hautes tourbières, les dunes côtières, les prairies côtières, les plages, les lacs et ruisseaux naturels, les falaises de grès .